# Bukowno
Bukowno is een stad in het Poolse woiwodschap Klein-Polen, gelegen in de powiat Olkuski. De oppervlakte bedraagt 63,42 km², het inwonertal 10.765 (2005).

## Verkeer en vervoer
- Station Bukowno
- Station Bukowno LHS
- Station Bukowno Przymiarki